# Ocampo (Tamaulipas)
Ocampo è una municipalità dello stato di Tamaulipas, nel Messico centrale, il cui capoluogo è la omonima località.
Conta 12.962 abitanti (2010) e ha una estensione di 1.494,52 km².
Il paese deve il suo nome al politico Melchor Ocampo.